# Mutazilisme
Mutazilismen er en rationalistisk teologisk retning indenfor islam. Den opstod i 700-tallet og nåede i første halvdel af 800-tallet sin største politiske indflydelse, hvor dens lære i en periode var ophøjet til statsdogme. Blandt mutazilismens tanker er, at mennesker er frie individer med en selvstændig vilje og derfor selv ansvarlige for deres holdninger, og at det ved Koranlæsning er vigtigere at se på Guds intention end den ordrette tekst.
Mutazilismen bruges fortsat som inspirationskilde i nutidens teologiske islamiske debatter, især indenfor den islamiske modernisme.

## Indhold
De mutazilitiske teologer lagde stor vægt på Guds retfærdighed som et grundlæggende dogme, og mente, at denne kun gav mening, når mennesker er frie individer med en selvstændig vilje. Individets frelse kan ikke være forudbestemt af Gud alene, og mennesket er derfor helt ansvarlig for sine handlinger. Det medførte, at mutazilitterne blev fortalere for en rationel teologi, hvor de religiøse forskrifter og dogmer var underlagt fornuften. Deres lære stod i modsætning til læren om prædestination, ifølge hvilken Gud har forudbestemt mennesket til at gøre det gode og det onde.
Mutazilitterne mente også, at fornuft og den indsigt, der følger heraf, er det vigtigste redskab både i verdslige og religiøse anliggender. Indsigten i Guds visdom opnås gennem en særlig tolkning, der betoner Koranens billedsprog og flertydighed, og hvor det er vigtigere at fokusere på Guds egentlige intention, end hvad der står ordret i teksten.
Mutazilitterne betragtede Koranens udsagn om Guds egenskaber (magt, viden, hørelse osv.) som symbolske, og mente, at Koranen ikke kan kaldes Guds evige ord, men må betragtes som skabt. Denne holdning har været del i en stor teologisk strid indenfor islam, hvor andre teologer holder på, at Koranen som en egenskab ved Gud altid har eksisteret og derfor ikke er skabt.

## Historie
Mutazilismen blev grundlagt i første halvdel af 700-tallet i Basra af Wasil ibn Ata (699-749).
Den islamiske teologiske debat var gennem 800- og 900-tallet domineret af diskussionen mellem mutazilitterne og de traditionalistiske sunnitiske teologer, der var modstandere af rationalisternes anvendelse af fornuften i trosspørgsmål. En del af mutazilismens tankegang var statsdogme i Bagdad i 827-49, hvor læren nåede sit højdepunkt mht. politisk indflydelse. Læren blev således understøttet af kalif Al-Mamun og hans efterfølgere. Under kalif Al-Mutawakkil blev der taget afstand fra de mutazilitiske tanker, og ledende mutazilitter blev sammen med andre religiøse retninger forfulgt.
En af de berømteste og mest indflydelsesrige mutazilitter var Abd Al-Jabbar (ca. 935-ca. 1025), der var dommer i lærdomscenteret Rayy og forfatter til flere teologiske værker. Her fremstillede han systematisk de mutazilitiske ideer ved hjælp af rationelle argumenter, hvor tanken om forståelsen af Guds ord via fornuften står centralt. Også en af de tidligste arabiske filosoffer Al-Kindi (ca. 800-ca. 865) anses af nogle for at være mutazilit, men regnes ikke som en egentlig teolog.

### Mutazilismen i nyere tid
Den islamiske modernisme, der voksede frem i 1800-tallet, og som bl.a. den egyptiske stormufti Muhammad Abduh (1849-1905) stod fadder til, medførte en genoplivning af flere mutazilitiske tanker. Flere senere reformorienterede islamiske tænkere har vedkendt sig arven fra mutazilismens tankegods. I Frankrig blev organisationen Association pour la renaissance de l’Islam mutazilite, ARIM ("Foreningen for mutazilitisk islams genfødsel"), stiftet i 2017.